# Indian Day School
Indian Day School è un cortometraggio insonoro in bianco e nero del 1898, diretto da James H. White.
È una delle prime pellicole prodotte negli Stati Uniti a ritrarre la vita dei nativi americani nei luoghi stessi di residenza. I primi filmati che si conoscano avevano documentato in studio nel 1894 alcune danze tradizionali (Sioux Ghost Dance, Buffalo Dance). In questo caso ad essere ripresi sono i piccoli allievi di una Indian School a Isleta Pueblo nel Nuovo Messico.
Il filmato combina due elementi che fin dall'inizio si erano rivelati popolari tra gli spettatori del cinema negli Stati Uniti: la curiosità etnografica per minoranze e luoghi esotici e l'interesse sempre suscitato dalla presenza sullo schermo di gruppi di bambini. Il filmato, girato nell'ottobre-novembre 1897 nel Nuovo Messico, ha carattere documentario. L'inquadratura fissa riprende l'ingresso della Isleta Indian School, da cui entrano ed escono i piccoli allievi.

## Trama
Gruppo di bambini nativi americani entrano e escono dal portone di una Indian School a Isleta Pueblo nel Nuovo Messico.

## Produzione
Il film fu prodotto dalla Edison Manufacturing Company.

## Distribuzione
Il film, distribuito dalla Edison Manufacturing Company, fu reso pubblico il 24 febbraio 1898. È preservato alla Library of Congress.